# Manuel Scorza
Manuel Scorza, né à Lima (Pérou) le 9 septembre 1928 et mort le 27 novembre 1983 dans une catastrophe aérienne à l'aéroport Barajas à Madrid, est un poète, écrivain et militant politique péruvien. Il lutta contre le régime militaire de Manuel A. Odría qui avait été porté au pouvoir par un coup d’État en 1948 et avait renversé la République.

## Biographie
Après avoir effectué sa scolarité au collège militaire Leoncio Prado (es), Manuel Scorza entre à l'université nationale principale de San Marcos de Lima en 1945. Il s'implique sur le plan politique et est contraint à l'exil en 1948. C'est depuis le Mexique qu'il publie ses premières œuvres. Il devra attendre dix ans et la chute de la dictature pour revenir au Pérou en 1958. Il poursuit son travail d'écriture et aussi d'éditeur en favorisant la diffusion d'auteurs latino-américains à destination des classes modestes.
Sa lutte politique au côté des mouvements paysans andins « indigénistes », lui vaudra une nouvelle fois l'exil en 1968. Il s'installe alors à Paris.
Il meurt à l'âge de 55 ans, lors du crash du vol 011 Avianca Paris-Bogota juste avant l'atterrissage à l'aéroport madrilène de Barajas le 27 novembre 1983 (en même temps que l'écrivain mexicain Jorge Ibargüengoitia et 178 autres personnes).

## Publications

### Éditions  originales
- Las Imprecaciones  (Mexico, 1955)
- Los adioses (Lima, 1959)
- Desengaños del mago (Lima, 1961)
- Poesía amorosa (1963)
- Redoble por Rancas (1970) — finaliste du Prix Planeta 1969.
- El vals de los reptiles (1970)
- Requiem por un Gentilhombre (Lima)
- Poesía Incompleta (Mexico, 1970)
- Historia de Garabombo el Invisible, o, Garabombo, el invisible  (1972)
- El Jinete Insomne (1977)
- Cantar de Agapito Robles  (1977)
- La Tumba del Relámpago  (1979)
- La danza inmóvil  (1983)
- Obra poética (1990), Siglo XXI de España Editores, S.A.  (ISBN 978-9682316722)

### Traductions en français

#### Cycle romanesque deCerro de Pasco, "La Balade" ou "La Guerre silencieuse", 5 tomes
1. "Roulements de tambours pour Rancas", traduit par Claude Couffon, chez Grasset en 1972, chez Belfond en 1979 (ISBN 2714412432) (ASIN B00H9HJP9Y)
2. "Garabombo l'Invisible", chez Grasset 1976, traduit par Claude Couffon, (ISBN 224600294X)
3. "Le Cavalier Insomniaque", chez Belfond 1979, traduit par Antoine Berman, (ISBN 978-2714412270)
4. "Le Chant d'Agapito Roblès", chez Belfond 1982, traduit par Isabelle et Antoine Berman, (ISBN 978-2714414625)
5. "Le Tombeau de l'éclair", chez Belfond 1984, traduit par Lucien Mercier, (ISBN 2714416535), ou  (ISBN 978-2714416537)

#### Autre roman
- "La Danse immobile", chez Belfond 1985,  traduit par Claude Bourguignon et Claude Couffon (ISBN 978-2714417817)

#### Poésie
- "Poésie 1961 - 1970", chez Belfond 1995  (ISBN 978-2714427199)

#### Autres
- "Vivre le Pérou", avec André Lemaire, chez MENGES (1982) (ASIN B007JFIPGU)